# 巴爾幹半島薩瓦納鰍
巴爾幹半島薩瓦納鰍為輻鰭魚綱鯉形目鰍科的其中一種，為温帶淡水魚，分布於歐洲羅馬尼亞、波士尼亞、烏克蘭、俄羅斯、土耳其、波蘭等淡水流域，體長可達9公分，棲息在水質清澈、沙石底質的底層水域，生活習性不明。

## 扩展阅读
維基物種上的相關：巴爾幹半島薩瓦納鰍